# Ngân hàng Medici
Ngân hàng Medici (tiếng Ý: Banco dei Medici [ˈbaŋko dei ˈmɛːditʃi]) là một tổ chức tài chính được thành lập bởi Gia đình Medici ở Ý trong thế kỷ XV (1397–1494). Đây là ngân hàng lớn nhất và được kính trọng nhất ở châu Âu trong thời kỳ sơ khai. Có một số ước tính rằng gia đình Medici, trong một khoảng thời gian, là gia đình giàu có nhất ở châu Âu. Ước tính sự giàu có của họ bằng tiền ngày nay là khó khăn và không chính xác, vì họ sở hữu tác phẩm nghệ thuật, đất đai và vàng. Với sự giàu có, gia đình ban đầu có được quyền lực chính trị ở Cộng hòa Florence, và sau đó là ở các khu vực rộng lớn hơn trên Bán đảo Ý và Châu Âu.
Một đóng góp đáng chú ý cho các nghiệp vụ ngân hàng và kế toán do Ngân hàng Medici đi tiên phong là việc cải thiện hệ thống sổ cái thông qua việc phát triển hệ thống ghi kép để theo dõi các khoản ghi nợ và tín dụng có hoặc tiền gửi và rút tiền.
Giovanni di Bicci de' Medici đã thành lập ngân hàng ở Florence, và mặc dù ông và gia đình có ảnh hưởng trong chính phủ Florentine, nhưng phải đến khi con trai ông là Cosimo Trưởng lão lên nắm quyền vào năm 1434 với tư cách là Gran maestro thì Nhà Medici mới trở thành nguyên thủ quốc gia không chính thức của nước Cộng hòa Florence.